# Liste der Biografien/Hera
Liste der Biografien |
Portal Biografien |
Personensuche
# |
A |
B |
C |
D |
E |
F |
G |
H |
I |
J |
K |
L |
M |
N |
O |
P |
Q |
R |
S |
T |
U |
V |
W |
X |
Y |
Z |
?
 
Ha |
Hd |
He |
Hi |
Hj |
Hk |
Hl |
Hm |
Hn |
Ho |
Hr |
Hs |
Ht |
Hu |
Hv |
Hw |
Hy
 
Hea |
Heb |
Hec |
Hed |
Hee |
Hef |
Heg |
Heh |
Hei |
Hej |
Hek |
Hel |
Hem |
Hen |
Heo |
Hep |
Heq |
Her |
Hes |
Het |
Heu |
Hev |
Hew |
Hex |
Hey |
Hez
 
Hera |
Herb |
Herc |
Herd |
Here |
Herf |
Herg |
Herh |
Heri |
Herj |
Herk |
Herl |
Herm |
Hern |
Hero |
Herp |
Herq |
Herr |
Hers |
Hert |
Heru |
Herv |
Herw |
Herx |
Hery |
Herz
Die Liste der Biografien führt alle Personen auf, die in der deutschsprachigen Wikipedia einen Artikel haben. Dieses ist eine Teilliste mit 77 Einträgen von Personen, deren Namen mit den Buchstaben „Hera“ beginnt.

## Hera
- Hera Björk (* 1972), isländische Sängerin
- Hera Christensen (* 2005), isländische Diskuswerferin
- Hera Hilmar (* 1988), isländische SchauspielerinHera Hilmar (* 1988)

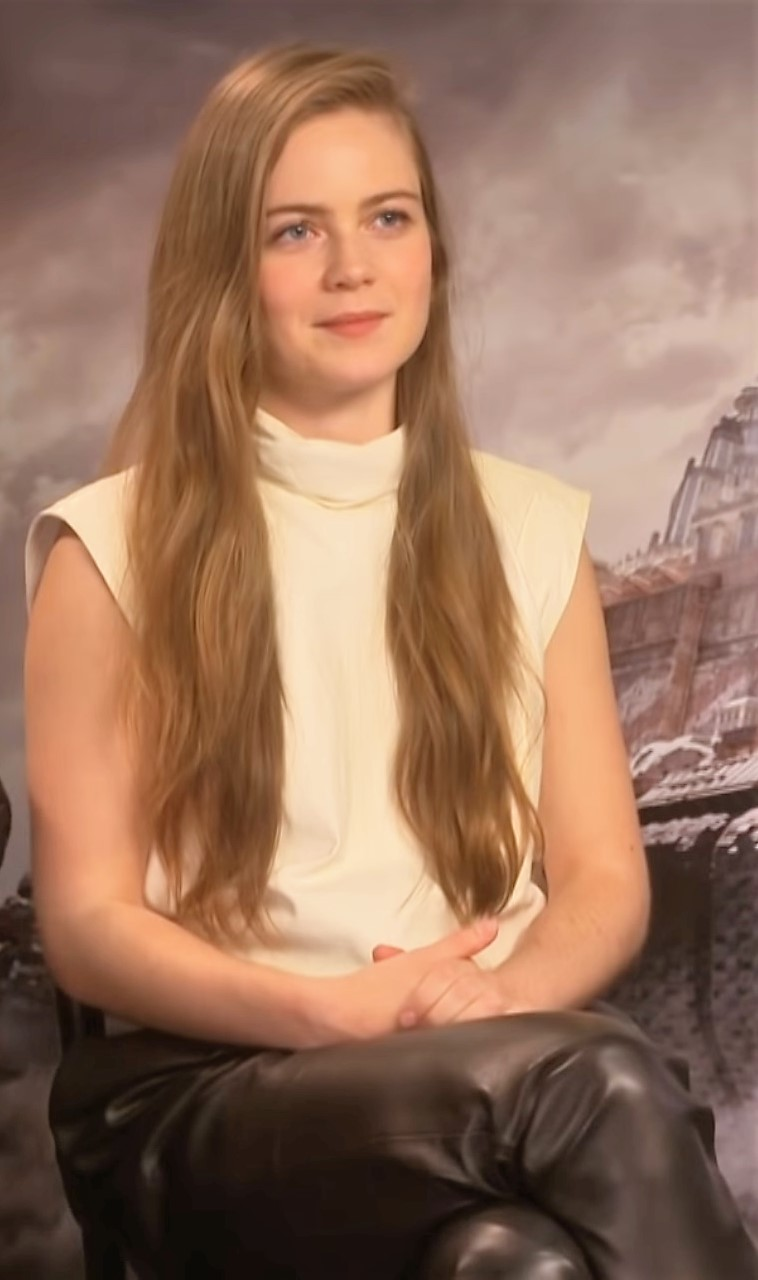
Hera Hilmar (* 1988)

- Héra, Imre (* 1986), ungarischer Schachmeister

### Herac
- Heracla, römischer Maler
- Heraclianus († 413), römischer Consul und Feldherr
- Heráclito, Ayrson (* 1968), brasilianischer Künstler, Wissenschaftler, Professor und Kurator
- Heraclius von Caesarea († 1191), Erzbischof von Caesarea, Patriarch von Jerusalem

### Herae
- Heraeus, Beate (* 1951), deutsche Wirtschaftswissenschaftlerin und Unternehmerin
- Heraeus, Carl Gustav (1671–1725), kaiserlicher Hofantiquar in Wien
- Heraeus, Julie (1873–1950), deutsche Politikerin (Deutschnationale Volkspartei), Abgeordnete des Landtags des Volksstaates Hessen
- Heraeus, Jürgen (* 1936), deutscher Manager
- Heraeus, Wilhelm (1860–1948), deutscher Chemiker und Unternehmer
- Heraeus, Wilhelm (1862–1938), deutscher Klassischer Philologe
- Heraeus, Wilhelm Carl (1827–1904), deutscher Apotheker und Chemiker
- Heraeus, Wilhelm Heinrich (1900–1985), deutscher Physiker und Chemiker

### Heraf
- Heraf, Andreas (* 1967), österreichischer FußballspielerAndreas Heraf (* 1967)

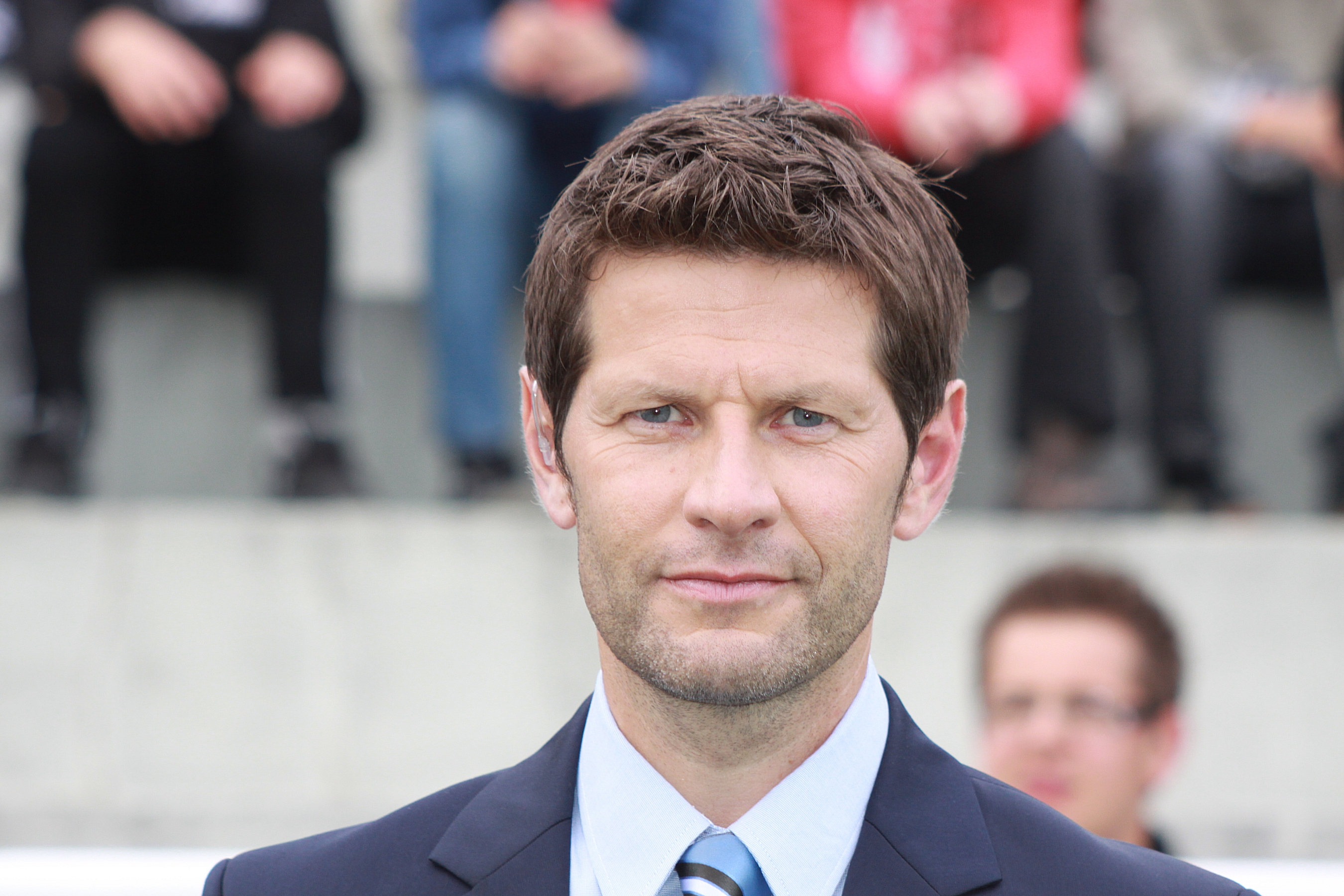
Andreas Heraf (* 1967)

### Herai
- Heraios, kuschanischer König
- Heraiskos, neuplatonischer Philosoph

### Herak
- Herak, Milan (1917–2015), jugoslawischer bzw. kroatischer Geologe und Paläobotaniker
- Heraklas, griechischer Arzt (Antike)
- Heraklas von Alexandria († 248), Bischof von Alexandria
- Herakleidas, antiker griechischer Graveur bzw. Goldschmied
- Herakleides, makedonischer Reiteroffizier
- Herakleides Kritikos, griechischer Reiseschriftsteller und Geograph des frühen Hellenismus
- Herakleides Pontikos, Schüler des Aristoteles
- Herakleides von Klazomenai, Politiker in Athen
- Herakleides von Kyme, antiker griechischer Historiker
- Herakleides von Syrakus († 354 v. Chr.), antiker griechischer Politiker und Offizier
- Herakleides von Tarent, griechischer Arzt
- Herakleidios, Bischof von Tamassos auf Zypern
- Herakleios († 641), byzantinischer Kaiser
- Herakleios, byzantinischer Mitkaiser, Sohn Konstans’ II., und Bruder Konstantins IV.
- Herakleios der Ältere, Vater des byzantinischen Kaisers Herakleios
- Herakleitos, antiker Mosaizist
- Herakleon, christlich-gnostischer Theologe
- Herakleon, seleukidischer Beamter
- Herakles (327 v. Chr.–309 v. Chr.), unehelicher Sohn Alexanders des Großen
- Heraklit, griechischer vorsokratischer PhilosophHeraklit

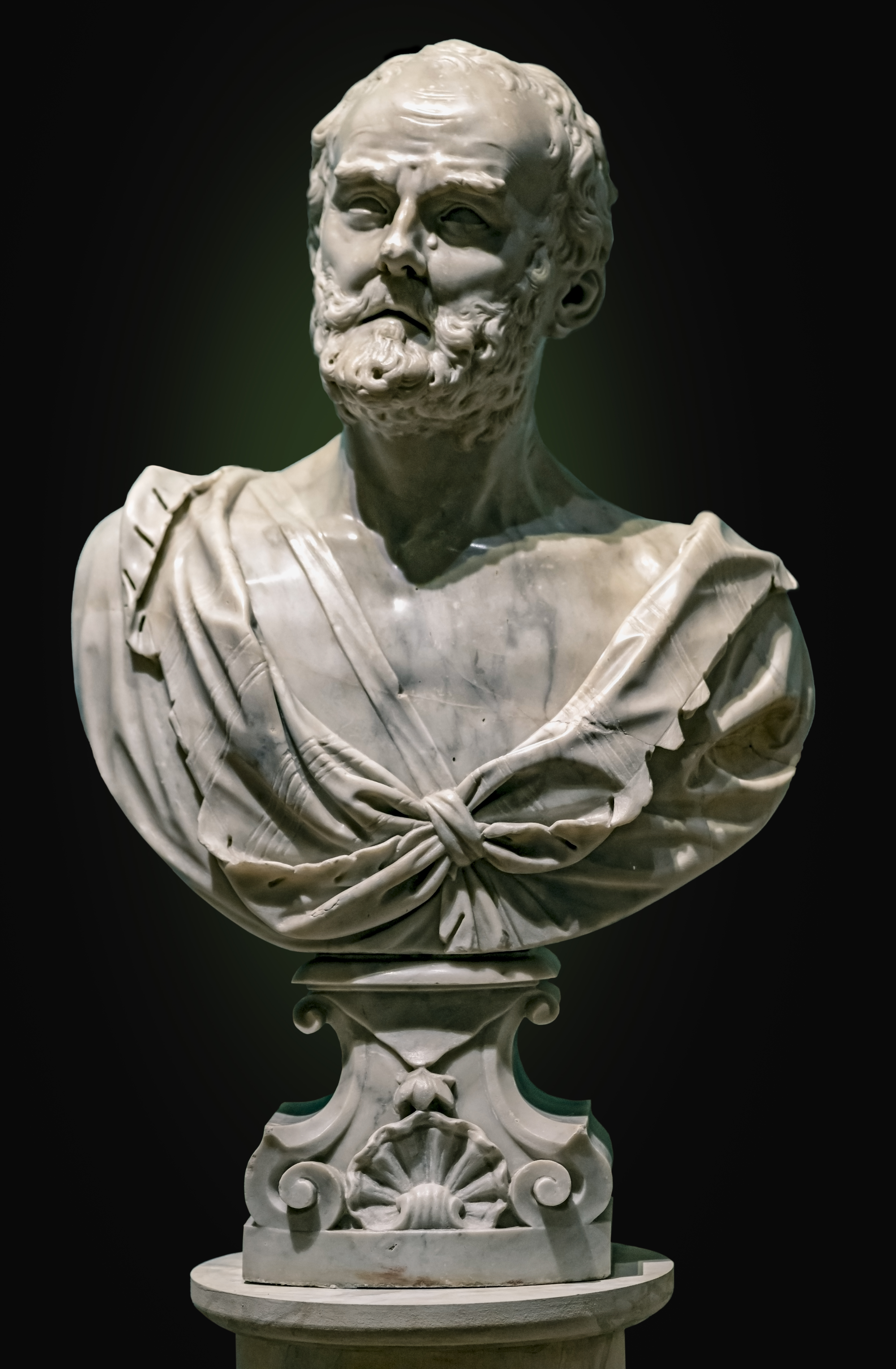
Heraklit

- Heraklit von Halikarnassos, Dichter, Elegiendichter
- Heraklius, Gegenpapst
- Heraklonas (626–641), byzantinischer Kaiser, Sohn des Herakleios
- Herakon († 324 v. Chr.), Offizier Alexanders des Großen
- Heraković, Katja (* 1996), kroatische Handball- und Beachhandballspielerin

### Heral
- Héral, Patrice (* 1965), französischer Jazz-Perkussionist
- Herald, Earl S. (1914–1973), US-amerikanischer Biologe, Gerätetaucher und Fernsehmoderator
- Herald, Heinz (1890–1964), deutscher Theaterleiter, Dramaturg, Publizist, Regisseur und Drehbuchautor
- Herald, William (1900–1976), australischer Schwimmer
- Héraly, François (1856–1920), belgischer Klarinettist, Kapellmeister und Musikpädagoge

### Heran
- Hērangi, Te Puea (1883–1952), Māori-Frau mit Mana und Anführerin der Kīngitanga-Bewegung

### Herap
- Herapath, John (1790–1868), englischer Physiker und Astronom
- Herapath, William Bird (1820–1868), britischer Chemiker, Physiker und Mediziner

### Heras
- Heras Berzal, Luis Ángel de las (* 1963), spanischer Ordensgeistlicher und römisch-katholischer Bischof von León
- Heras Segarra, Walter Jehowá (* 1964), ecuadorianischer Ordensgeistlicher, römisch-katholischer Bischof von Loja
- Heras, África de las (1909–1988), spanische bzw. uruguayische bzw. sowjetische Spionin
- Heras, Ángel (* 1958), spanischer Sprinter
- Heras, Roberto (* 1974), spanischer RadrennfahrerRoberto Heras (* 1974)

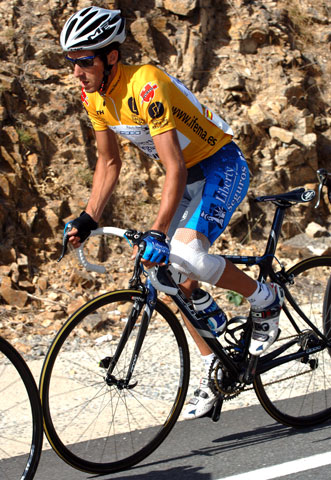
Roberto Heras (* 1974)

- Heras-Casado, Pablo (* 1977), spanischer Dirigent
- Heraschtschenko, Iryna (* 1971), ukrainische Journalistin und Politikerin
- Heraschtschenko, Iryna (* 1995), ukrainische Hochspringerin
- Heraskewytsch, Wladyslaw (* 1999), ukrainischer Skeletonfahrer
- Herassimau, Jahor (* 1992), belarussischer Tennisspieler
- Herassimenja, Aljaksandra (* 1985), belarussische Schwimmerin
- Herassymjuk, Olha (* 1958), ukrainische Journalistin, Fernsehmoderatorin und Politikerin
- Herassymow, Iwan (1921–2008), sowjetischer General und ukrainischer Politiker
- Herassymtschuk, Lidija (1922–1958), ukrainische Primaballerina

### Herat
- Herath, Ajith Kumara (* 1985), sri-lankischer Fußballspieler
- Herath, Indunil (* 1993), sri-lankischer Leichtathlet
- Herath, Vijitha (* 1968), sri-lankischer Politiker
- Heratsi, Mkhitar, armenischer Mediziner

### Herau
- Héraucourt, Karl (1860–1942), preußischer Sanitätsoffizier
- Héraucourt, Will (1895–1974), deutscher Anglist
- Héraud, Guy (1920–2003), französischer Politiker und Hochschullehrer
- Heraud, Javier (1942–1963), peruanischer Dichter und Schriftsteller
- Hérault de Séchelles, Marie-Jean (1759–1794), französischer Politiker während der Französischen RevolutionMarie-Jean Hérault de Séchelles (1759–1794)

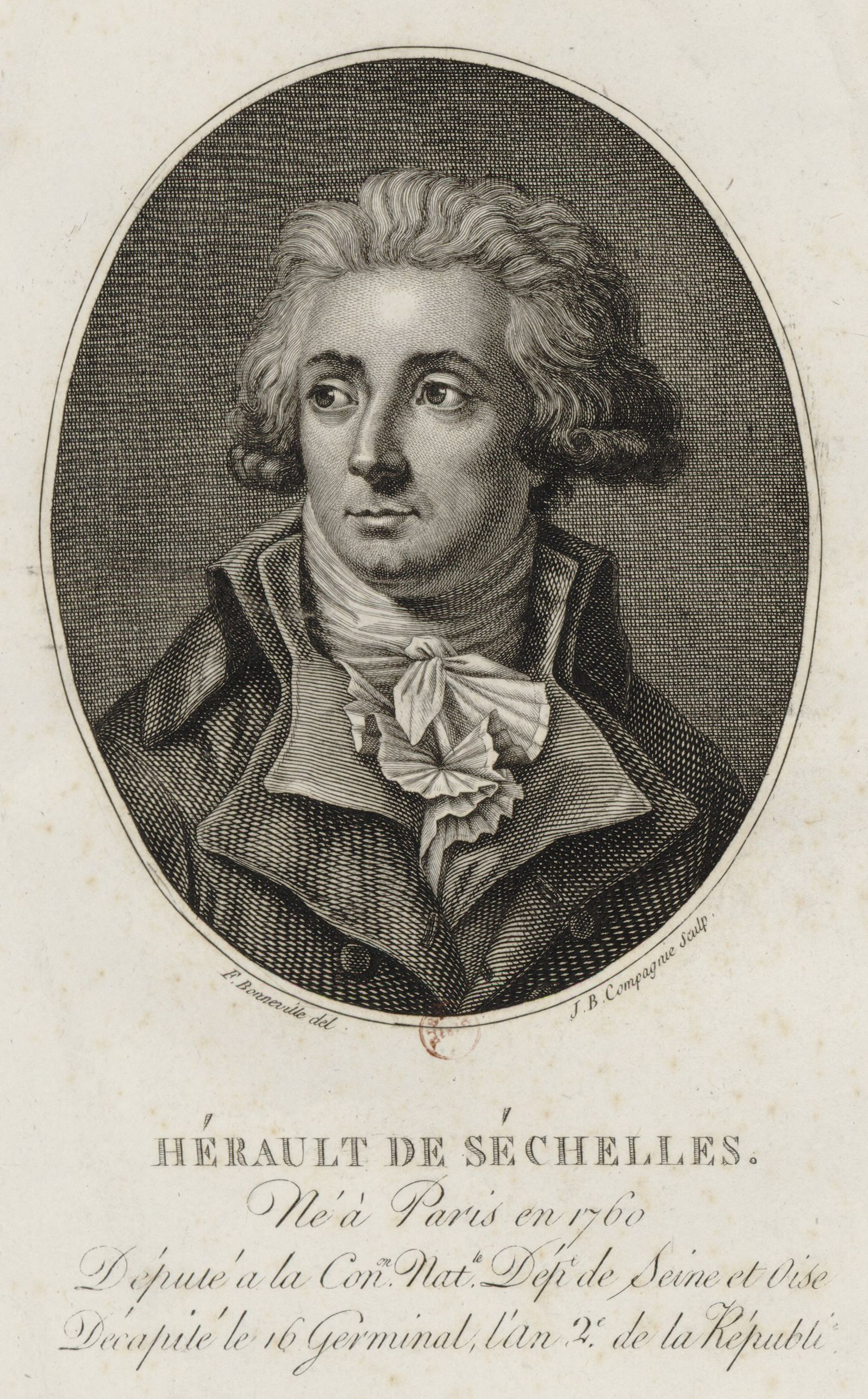
Marie-Jean Hérault de Séchelles (1759–1794)

- Hérault, Paul-Jean (1934–2020), französischer Schriftsteller und Journalist

### Heraz
- Herazo González, María (* 1997), kolumbianische Tennisspielerin